# جاريد مارتن
جاريد مارتن (بالإنجليزية: Jared Martin)‏ (مواليد 21 ديسمبر 1941 في مانهاتن - الوفاة 24 مايو 2017)، هو ممثل أمريكي بدأ مسيرته الفنية سنة 1968.

## أعماله

### أفلام
- وست وورلد (1973)

### مسلسلات
- كولمبو (1973)
- رجل الستة ملايين دولار (1978)
- الرجل الأخضر الخارق (1980)
- السائق نايت (1984)
- ماجنوم بي آي (1986)
- حياة واحدة للعيش (1987 - 1988)

## وصلات خارجية
- جاريد مارتن على موقع IMDb (الإنجليزية)
- جاريد مارتن على موقع روتن توميتوز (الإنجليزية)
- جاريد مارتن على موقع ألو سيني (الفرنسية)
- جاريد مارتن على موقع تيرنر كلاسيك موفيز (الإنجليزية)
- جاريد مارتن على موقع أول موفي (الإنجليزية)
- جاريد مارتن على موقع قاعدة بيانات برودواي على الإنترنت (الإنجليزية)
- جاريد مارتن على موقع إن إن دي بي (الإنجليزية)
- جاريد مارتن على موقع قاعدة بيانات الفيلم (الإنجليزية)
- جاريد مارتن على موقع كينوبويسك (الروسية)